# 瓦西里耶夫斯克市镇
瓦西里耶夫斯克市镇（俄语：Муниципальное образование «Васильевск»）是俄罗斯联邦伊尔库茨克州巴彦代区所属的一个市镇。其下辖有个居民点，行政中心为瓦西里耶夫卡。据2016年统计，该市镇的人口为573人。